# Скрибоний Курион (сын пропретора)
Скрибоний Курион (полное имя неизвестно; приблизительно 50—31 годы до н. э.) — римский аристократ из плебейского рода Скрибониев, сын Гая Скрибония Куриона и Фульвии. Его рождение исследователи датируют, исходя из того, что первый муж Фульвии, Публий Клодий Пульхр, погиб в 52 году до н. э. В 49 году до н. э. Курион потерял отца, погибшего на войне, его мать позже стала женой Марка Антония. Курион принадлежал к окружению Марка, в 31 году до н. э. сражался на его стороне в битве при Акции, попал в плен и был казнён по приказу Октавиана как потенциально опасный конкурент в борьбе за власть. Он стал последним представителем рода.
Антиковед Гардтхаузен полагает, что именно этот Курион упоминается в одном из писем Цицерона и в надписи из Оропа, но Фридрих Мюнцер с ним не согласен.